# Yang Yang (panda)
Pour les articles homonymes, voir Yang Yang.
Yang Yang (chinois : 洋洋, qui signifie: « petite mer ») est un panda géant mâle, né le 9 septembre 1997, actuellement en captivité au zoo d'Atlanta. Il est le compagnon de Lun Lun et le père de Mei Lan, Xi Lan, Po, des jumeaux Mei Lun et Mei Huan et de deux nouvelles jumelles, Ya Lun et Xi Lun.
Yang Yang est né au centre de recherche sur le Panda géant de Chengdu et fut prêté au zoo d'Atlanta depuis novembre 1999. Il s'appelait à l'origine Jiu Jiu, jusqu'à son « adoption » par trois organisations aux Pays-Bas. Notamment parce que les pandas géants sont solitaires et que les mâles ne jouent aucun rôle dans l'élevage des petits, Yang Yang est séparé de Lun Lun et de leur progéniture.